# Bulbul d'ulleres grogues
El bulbul d'ulleres grogues (Poliolophus urostictus) és una espècie d'ocell de la família dels picnonòtids (Pycnonotidae) ) i única espècie del gènere Poliolophus . És endèmic de les Filipines. Els seus hàbitats principals són els boscos tropicals i subtropicals de frondoses humits de les terres baixes i les àrees forestals fortament degradades. El seu estat de conservació es considera de risc mínim.